# Tunel Nordkapp

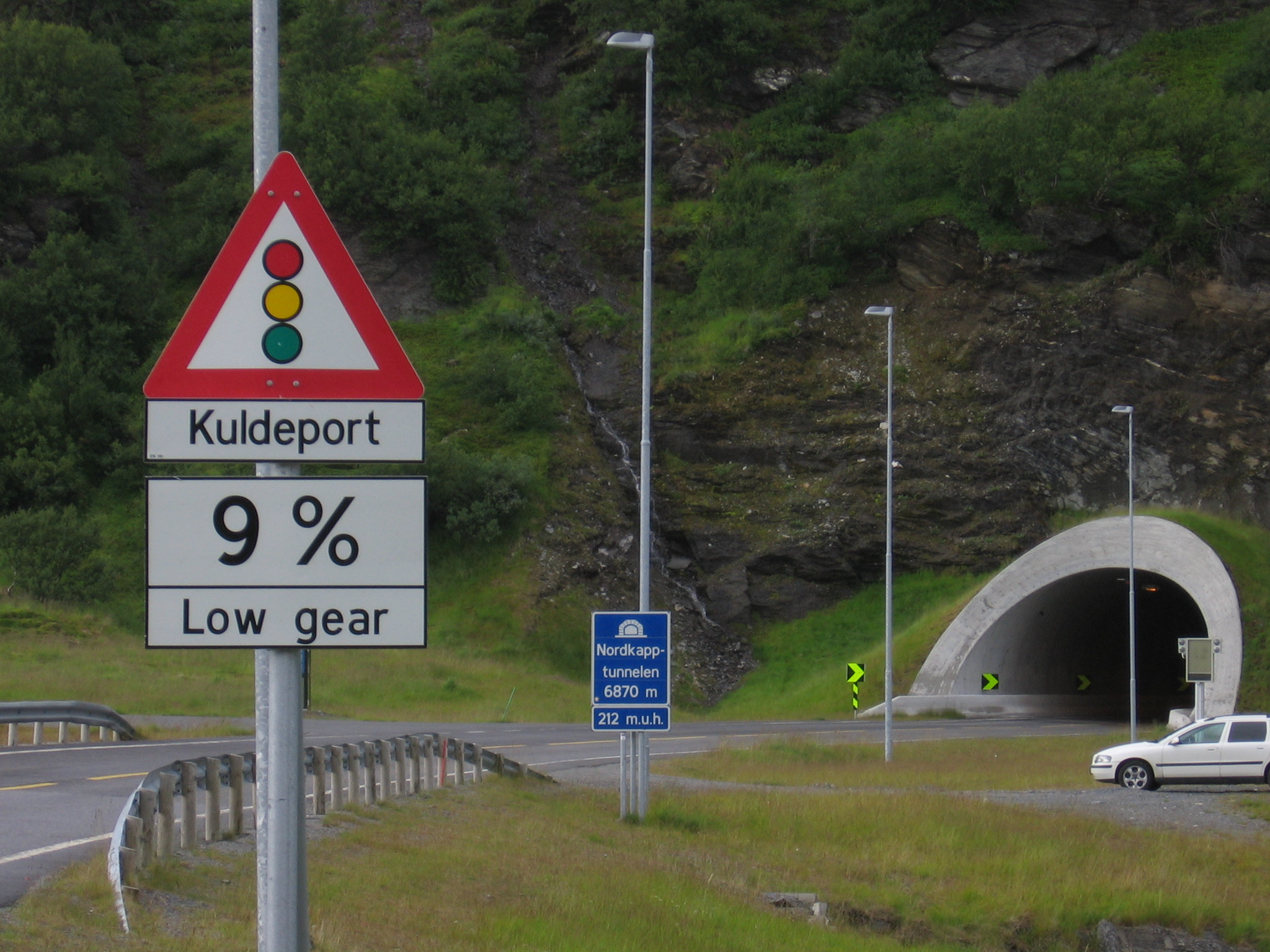
Tunel Nordkapp

Tunel Nordkapp (norw. Nordkapptunnelen) – podmorski tunel drogowy pod Magerøysundet łączący kontynentalną Norwegię z wyspą Magerøya. Tunel został zbudowany w latach 1993–1999. Ma długość 6870 metrów i sięga głębokości 212 metrów poniżej poziomu morza. Zanim wybudowano tunel, ruch samochodowy odbywał się za pomocą promów między Kåfjord i Honningsvåg.

## Opis
Tunel North Cap jest jednym z najdłuższych i najbardziej wysuniętych na północ podwodnych tuneli drogowych w Norwegii. Znajduje się on w gminie Nordkapp w okręgu Troms i Finnmark w najbardziej wysuniętej na północ części Norwegii. Tunel prowadzi europejską drogę E69 pod cieśniną Magerøysundet między stałym lądem Norwegii a dużą wyspą Magerøya. Tunel został zbudowany w latach 1993-1999 razem z tunelem Honningsvåg. Tunele zostały zbudowane, aby połączyć norweski ląd stały z miastem Honningsvåg i atrakcjami turystycznymi na Przylądku Północnym. Tunel został oddany do użytku 15 czerwca 1999 r. przez króla Norwegii Haralda V.
Nazwa tunelu pochodzi od Przylądka Północnego na północnym wybrzeżu wyspy Magerøya. Tunel North Cap jest częścią europejskiej drogi E69. Od 29 czerwca 2012 r. przejazd przez tunel nie jest już płatny, przed tą datą pobierana była opłata w wysokości 145 NOK za samochód oraz dodatkowo 47 NOK od osoby dorosłej i 24 NOK od dziecka w każdym kierunku.
Na każdym końcu tunelu znajdują się automatyczne bramy przeciwmrozowe (kuldeport w języku norweskim), które zimą chronią przed zamarzaniem, zapobiegając tworzeniu się lodu na ścianach skalnych wewnątrz tunelu. Bramy te otwierają się automatycznie, gdy zbliża się samochód. W lecie bramy są zazwyczaj zawsze otwarte.